# Tailandia en los Juegos Olímpicos de Tokio 1964
Tailandia estuvo representada en los Juegos Olímpicos de Tokio 1964 por un total de 54 deportistas, 47 hombres y 7 mujeres, que compitieron en 8 deportes.
El equipo olímpico tailandés no obtuvo ninguna medalla en estos Juegos.